# Óxido de estroncio
El óxido de estroncio es un compuesto con fórmula química SrO. Se forma cuando el estroncio reacciona con el oxígeno en presencia de aire. 

## Preparación
La quema de estroncio da una mezcla de óxido de estroncio y  nitruro de estroncio. También se forma a partir de la descomposición de carbonato de estroncio (SrCO3). Es un óxido fuertemente básico.

## Aplicaciones
Alrededor del 8% en peso del vidrio del tubo de imagen de un televisor contiene esta sustancia, la cual fue ampliamente utilizada con este propósito a partir de 1970. Los televisores en color y otros dispositivos que contienen tubos de rayos catódicos en color vendidos en Estados Unidos estaban obligados por ley a utilizar estroncio en la placa frontal para bloquear la emisión de rayos X, si bien dichos televisores ya no se fabrican. El óxido de plomo se puede utilizar en el cuello y embudo, pero causa la decoloración cuando se utiliza en la placa frontal.

## Reacciones
Se puede obtener estroncio elemental calentando óxido de estroncio con aluminio en condiciones de vacío.